# Tethul River
Der Tethul River ist ein ca. 211 km langer linker Nebenfluss des Taltson River in Kanada. Er verläuft im Süden der Nordwest-Territorien sowie im äußersten Norden der Provinz Alberta.

## Flusslauf
Der Tethul River fließt am Westrand des Kanadischen Schildes zwischen dem Lake Athabasca und dem Großen Sklavensee. Der Tethul River bildet den Abfluss des Charles Lake. Er fließt anfangs in den Nordwest-Territorien 27 km in Richtung Nordnordwest zum Hanging Ice Lake. Anschließend wendet sich der Tethul River nach Südwesten. Der Donovan Lake liegt an der Provinzgrenze zu Alberta und wird vom Tethul River durchflossen. Dieser fließt knapp 20 Kilometer innerhalb der Provinz Alberta. Bei Flusskilometer 120 biegt der Fluss nach Nordosten ab. Kurz darauf überquert der Fluss erneut die Provinzgrenze und fließt auf seinem restlichen Flusslauf innerhalb der Nordwest-Territorien. Nach 13 Kilometern wendet sich der Fluss nach Nordwesten. Er durchquert im Anschluss eine Reihe von namenlosen Seen. Ab Flusskilometer 70 fließt der Tethul River nach Westen. Auf den letzten 40 Kilometern fließt der Tethul River in Richtung Nordnordwest. Schließlich trifft der Tethul River auf den von Osten kommenden Taltson River, der sich unterhalb der Einmündung in Richtung Nordnordwest wendet. Im Einzugsgebiet des Tethul River befindet sich der Impaktkrater-See Pilot Lake.